# Vittel
Vittel (arhaično nemško Wittel) je zdraviliško naselje in občina v severovzhodnem francoskem departmaju Vosges regije Lorene. Leta 2006 je naselje imelo 5.684 prebivalcev.

## Geografija
Kraj leži v pokrajini Loreni ob reki Petit Vair, ki ga deli na dva dela: Grand-Ban na njenem desnem bregu in Petit-Ban na levem bregu, 40 km zahodno od središča departmaja Épinala.

## Administracija
Vittel je sedež istoimenskega kantona, v katerega so poleg njegove vključene še občine Bazoilles-et-Ménil, Contrexéville, Dombrot-le-Sec, Domèvre-sous-Montfort, Domjulien, Estrennes, Gemmelaincourt, Haréville, Lignéville, Monthureux-le-Sec, La Neuveville-sous-Montfort, Offroicourt, Rancourt, Remoncourt, Rozerotte, They-sous-Montfort, Thuillières, Valfroicourt, Valleroy-le-Sec in Viviers-lès-Offroicourt s 13.060 prebivalci.
Kanton Vittel je sestavni del okožja Neufchâteau.

## Zgodovina
Med drugo svetovno vojno je bilo v kraju od maja 1941 do septembra 1944 postavljeno zbirno taborišče za več tisoč ameriških in britanskih vojakov, osvobojeno 12. septembra 1944 s strani divizije Leclerc.

## Pobratena mesta
- Badenweiler (Baden-Württemberg, Nemčija);